# Gornja Koritnica
Gornja Koritnica (en serbe cyrillique : Горња Коритница) est un village de Serbie situé dans la municipalité de Bela Palanka, district de Pirot. Au recensement de 2011, il comptait 64 habitants.

## Démographie
| 1948 | 1953 | 1961 | 1971 | 1981 | 1991 | 2002 | 2011 |
| ---- | ---- | ---- | ---- | ---- | ---- | ---- | ---- |
| 504  | 491  | 438  | 327  | 246  | 150  | 109  | 64   |

|  |